# كوم البركة
قرية كوم البركة هي إحدى القرى التابعة لمركز كفر الدوار في محافظة البحيرة في جمهورية مصر العربية. حسب إحصاءات سنة 2006، بلغ إجمالي السكان في كوم البركة 20349 نسمة، منهم 10121 رجل و10228 امرأة.